# Vertiente del océano Pacífico

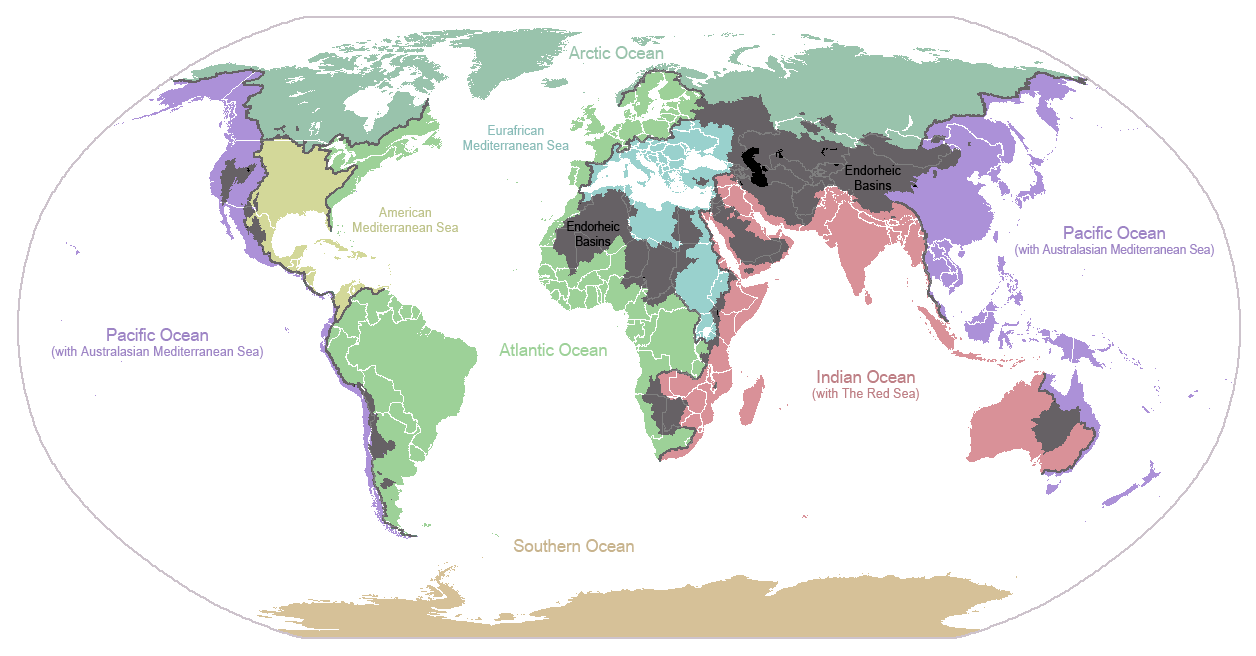
En lila claro se muestran las áreas que drenan hacia el Océano Pacífico.

Vertiente, en geografía, es la pendiente, las laderas y las cuencas que recogen las aguas de una porción de la Tierra y la vierten en un mismo mar. La vertiente del océano Pacífico es el conjunto de todas las cuencas hidrográficas cuyas aguas desembocan en el Océano 
A las vertientes hidrográficas del Pacífico también se les conoce como «vertiente occidental andina».

## América Central

### Guatemala
En Guatemala:
- Río Suchiate (sirve de frontera entre Guatemala y México)
- Río Naranjo
- Río Ocosito
- Río Samalá
- Río Icán
- Río Nahualate
- Río Madre Vieja
- Río Coyolate
- Río Acomé
- Río Achiguate
- Río María Linda
- Río Paso Hondo
- Río Los clavos
- Río Paz (sirven de frontera con San  Salvador)
- Río Motagua

### El Salvador
- Río Paz
- Río Copinula
- Río Cara Sucia
- Río Sensunapan
- Río Banderas
- Río Pululuya
- Río Comalapa
- Río Jiboa
- Río Lempa
- Río Jalponga
- Río El Guayabo
- Río El Potrero
- Río El Molino
- Río Grande de San Miguel
- Río Sirama

- Río Goascorán (sirve de frontera con Honduras)

### Honduras
- Río Goascorán
- Río Nacaome
- Río Choluteca
- Río Sampile

### Nicaragua
- Río Negro
- Río Posoltega
- Río Telica
- Río Tamarindo
- Río Soledad
- Río San Diego
- Río Citalapa*
- Río Tecolapa
- Río El Tular
- Río Tepano
- Río Casares
- Río Tecomapa
- Río Acayo
- Río Escalante
- Río Nagualapa
- Río Murciélago
- Río Escameca
- Río El Naranjo
- Río Chiquito
- Río Blanco

### Costa Rica
- Río Tempisque
- Río Bebedero
- Río Abangares
- Río Guacimal
- Río Aranjuez
- Río Barranca
- Río Jesús María
- Río Grande de Tárcoles
- Río Grande de Térraba
- Río Parrita (o río Pirrís)

### Panamá
- Río Chiriquí Viejo
- Río Chiriquí
- Río David
- Río San Félix
- Río Tabasara
- Río San Pablo
- Río La Villa
- Río Santa María
- Río Coclé del Sur
- Río Grande
- Río Pacora
- Río Bayano (o río Chepo)
- Río Lara
- Río Congo
- Río Sabanas
- Río Tuira
- Río Sambé
- Río Garriche

## América del Sur

### Ríos de Bolivia
La cuenca del Pacífico en Bolivia cuenta con tan solo un río. 
- Río Silala

### Ríos de Colombia
La cuenca del Pacífico en Colombia es de apenas 76 852 km², de un total de 1 141 748 km²; es decir, es apenas el 6.73 % de la superficie del país.
- Río Dagua (caudal medio: 126 m³/s)
- Río Anchicayá (112 m³/s)
- Ríos Agua Sucia, Cajambre, Mayorquín y Raposo (274 m³/s)
- Ríos Naya, Yurunanguí y Timba (417 m³/s)
- Río San Juan de Micay (490 m³/s)
- Río Saija (166 m³/s)
- Ríos Timbiquí y Bubuey (147 m³/s)
- Ríos Guapí y Guajuí (357 m³/s)
- Río Iscuandé (213 m³/s)
- Río Tapaje (175 m³/s)
- Ríos Amarales, Satinga y Sanquianga (87.6 m³/s)
- Río Patía (1291.9 m³/s)
- Río Chaguí (28.6 m³/s)
- Río Caunapí (105.1 m³/s)
- Río Mira (527.3 m³/s)

### Ecuador
- Río Mantara
- Río Mira-San Juan
- Río Aguaitara
- Río Verde
- Río Cayapas
- Río Muisne
- Río Cojimíes
- Río Esmeraldas
- Río Jama
- Río Chone
- Río Portoviejo
- Río Jipijapa
- Río Guayas
- Río Zapotal
- Río Taura
- Río Cañar
- Río Balao
- Río Jubones
- Río Puyango-Tumbes
- Río Arenillas-Zarumilla
- Río Catamayo-Chira
- Río Mica

### Ríos del Perú
Las cuencas de la vertiente del Pacífico, en el Perú, se caracterizan por estar compuestas de ríos con cuencas de longitud limitada, siendo la mayor de ellas la del río Santa de 14 954 km². Tiene ríos muy cortos porque nacen en las montañas próximas al mar.
La parte norte de la costa peruana, aproximadamente hasta la cuenca del río Rímac, es muy influenciada por la ocurrencia del denominado fenómeno de El Niño. En efecto, la correlación de la ocurrencia del fenómeno con la ocurrencia de caudales altos en las avenidas es alta. En la medida en que se avanza hacia el sur la correlación de los caudales con la ocurrencia o no de dicho fenómeno se hace más casual, pudiendo influir o no en función de otras variables de carácter atmosférico regional.
De norte a sur, según nomenclatura establecida por el Autoridad Nacional del Agua en el documento Priorización de Cuencas para la Gestión de Recursos Hídricos de julio del 2016 las cuencas son:
- Río Zarumilla; Tumbes
- Río Tumbes; Tumbes
- Río Bocapán
- Quebrada Seca
- Río Fernández
- Río Pariñas
- Río Chira, río binacional Piura
- Río Piura; Piura
- Río Cascajal; Lambayeque
- Río Olmos; Lambayeque
- Río Motupe; Lambayeque
- Río La Leche; Lambayeque
- Río Chancay; Lambayeque
- Río Zaña
- Río Chamán
- Río Jequetepeque; La Libertad
- Río Chicama; La Libertad
- Río Moche; La Libertad
- Río Virú; La Libertad
- Río Huamanzaña; La Libertad
- Río Santa; Áncash
- Río Lacramarca; Áncash
- Río Nepeña; Áncash
- Río Casma; Áncash
- Río Culebras; Áncash
- Río Huarmey; Áncash
- Río Fortaleza; Lima
- Río Pativilca; Lima
- Río Supe; Lima
- Río Huaura; Lima
- Río Chancay - Huaral; Lima
- Río Chillón; Lima
- Río Rímac; Lima
- Río Lurín; Lima
- Río Chilca; Lima
- Río Mala; Lima
- Río Omas; Lima
- Río Cañete; Lima
- Río Topará; Ica
- Río San Juan; Ica
- Río Pisco; Ica
- Río Ica; Ica
- Río Grande; Ica
- Río Acari; Arequipa
- Río Yauca; Arequipa
- Río Honda
- Río Indio Muerto o río Chala; Arequipa
- Río Chaparra o río Chápara; Arequipa
- Río Choclón
- Río Atico; Arequipa
- Río Caravelí; Arequipa
- Río Ocoña; Arequipa
- Río Camaná; Arequipa
- Río Quilca; Arequipa
- Río Tambo
- Río Osmore; Moquegua
- Río Sama
- Río Caplina
- Río Ilo Moquegua
- Río Locumba
- Río Sama
- Río CaplinaTacna
- Río Hospicio
- Río De la Concordia
- Río Lluta

..

### Ríos de Chile
Las cuencas de la vertiente del Pacífico, en Chile son la gran mayoría de las cuencas chilenas, debido a la Cordillera de los Andes, creando un país mayoritariamente con vertiente del Pacífico. Las excepciones son las cuencas que vierten sus aguas a Bolivia en el extremo norte del país y las de vertiente atlántica en pequeños sectores de la Patagonia continental y algunas zonas del norte de la isla Grande de Tierra del Fuego. De norte a sur, algunas de las cuencas de la vertiente del Pacífico más importantes son:
Se pueden distinguir tres tipos de cuencas:
1. cuencas andinas que reciben aguas desde las cumbres más altas de la cordillera, en general son la frontera internacional,
2. cuencas preandinas que no llegan hasta las cumbres más altas porque se anteponen una o dos cuencas andinas,
3. cuencas litorales que nacen en las laderas occidentales de la cordillera de la costa.

- Río Lluta
- Río San José de Azapa
- Río Codpa
- Río Camarones
- Río Camiña
- Río Loa
- Río Salado de Chañaral
- Río Copiapó
- Río Huasco
- Río Elqui
- Río Limarí
- Río Choapa
- Río Petorca
- Río La Ligua
- Río Aconcagua
- Río Maipo
- Río Rapel
- Río Mataquito
- Río Maule
- Río Itata
- Río Biobío
- Río Imperial
- Río Toltén
- Río Valdivia
- Río Bueno
- Río Maullín
- Río Yelcho
- Río Palena
- Río Cisnes
- Río Aysén
- Río Baker
- Río Bravo (Mitchell)
- Río Pascua
- Río Serrano
- Río San Juan de la Posesión

A estas se deben agregar innumerables ríos que nacen en las laderas occidentales de la cordillera de la costa y que, tras corto trayecto, desembocan en el Pacífico.

## Origen de las precipitaciones
En la vertiente de Chile, las precipitaciones se producen principalmente en el centro sur del Pacífico, en la zona de isla de Pascua, formándose grandes nubosidades, que otorgan al sur de Chile, el característico color verde, como la selva valdiviana, esto ocurre de igual forma en la zona central de Chile, lo que cambia en el norte de Chile, porque el anticiclón del Pacífico mantiene sin nubosidad ni precipitación, lo que produce el desierto más árido del mundo, el Desierto de Atacama.
En situación normal, las precipitaciones, en la vertiente del Pacífico, en el tramo peruano, son escasas o nulas por debajo de cierta altura (1500 m s. n. m., salvo para el norte del país) en casi toda la zona costera del Perú.
Los principales mecanismos que pueden producir precipitaciones, sin entrar en detalle de los mismos.

### Flujo del Este
En estas latitudes, el flujo general de los vientos que viene del Este en la parte baja y media de la atmósfera es detenido por la barrera de los Andes. Estas masas de aire descargan su humedad mediante precipitaciones, al levantarse por el lado amazónico de la cordillera. En la parte alta de los Andes, su humedad es aún suficiente como para generar precipitaciones, pero generalmente estas no alcanzan la vertiente occidental; aun si lo pudieran, perderían rápidamente su poder de generar precipitaciones, reduciéndose y calentándose.

### El océano Pacífico y el Anticiclón del Pacífico Sur
Las aguas del Pacífico que bordean Chile y Perú son anormalmente frías a causa de la corriente de Humboldt que se extiende a lo largo de la costa de todo Chile y Perú , trayendo aguas frías del Sur y por la presencia del upwelling (surgencia de aguas frías del fondo del océano).
Estas aguas frías hacen que las capas inferiores de la atmósfera sobre el océano y la parte baja de la zona costera sean anormalmente frías (fenómeno de inversión térmica) lo que impide la formación de nubes de origen convectivo que podría provocar lluvias. Esta inversión térmica origina nubes bajas y estables (estratos) e incluso neblinas que permanecen frecuentemente cerca del océano y provocan garúas o llovizna, este fenómeno es muy conocido y característico del Norte de Chile, donde se le llama Camanchaca que es una neblina con llovizna que permanece durante horas en la costa del país, otorgando una fuente de agua para las personas de la zona.
Además, al suroeste del Perú y el norte de Chile se estaciona el Anticiclón permanente del Pacífico Sur que impide en general que las perturbaciones del Norte o del Sur alcancen esta zona, otorgando ausencia de precipitaciones y buen tiempo, este se da entre las latitudes 20° a 30°, lo que se expande en verano llegando a los 45°, otorgando buen tiempo al centro y sur de Chile.

### Perturbación del Norte: La Zona de Convergencia Intertropical (ZCIT)
Esta Zona de Convergencia Intertropical (ZCIT), llamada a veces Ecuador Térmico, está generalmente situada más al norte (Caribe, Panamá, Colombia) donde genera lluvias abundantes y frecuentes. Hacia fines del verano austral esta ZCIT desciende hacia el Sur y puede provocar lluvias en la parte Norte de la Zona Costera del Perú. La influencia de la ZCIT se acentúa en el transcurso de los años del «Niño» y puede provocar fuertes lluvias e inundaciones en lugares normalmente desérticos.

### Perturbaciones del Sur
En condiciones normales el Anticiclón Permanente del Pacífico Sur impide las incursiones de perturbaciones y de frentes que vienen del Sur, ligadas a las incursiones del aire polar. Algunos años, esta influencia puede hacerse sentir en el Sur del Perú y el norte de Chile, generalmente por encima de cierta altura. Estas incursiones no son directamente controladas por el Fenómeno de «El Niño», pero las condiciones climáticas anormales inducidas por las situaciones de «El Niño» o a veces «La Niña» pueden favorecer estas incursiones.

### Precipitaciones extremas y las avenidas en la Vertiente del Pacífico

#### El Fenómeno El Niño
El Fenómeno El Niño tiene una indudable influencia sobre la Vertiente del Pacífico de Chile y Perú, especialmente cuando es muy acentuado. Pero esta influencia es compleja, varía de norte a sur, según la altura y según los años. Para comprender esta influencia, se necesita comprender cómo el fenómeno de El Niño influye sobre los mecanismos climáticos regionales y locales que provocarían «finalmente» las precipitaciones. 
Recordemos que el Fenómeno El Niño esta íntimamente relacionado con una oscilación del clima (viento, temperatura, presión, radiación, etc.) y de las condiciones oceánicas (temperatura, nivel, corrientes, salinidad, etc.) que está regida, desencadenada y controlada en gran parte por oscilaciones y ondas que se propagan y pueden afectar todo el Pacífico Tropical.
Este ciclo cuya duración puede variar entre 2 y 7 años (promedio 3,8 años) está constituido por una fase caliente (Niño) y fría (Niña). La fase caliente tiene una duración de por lo menos 6 meses y puede prolongarse por más de un año. 
Se puede caracterizar la aparición de un Niño o ENSO (El Niño Southern Oscillation) por el valor de la SOI (Southern Oscillation Index), que es la diferencia de presión entre la isla de Tahití y Darwin en Australia o incluso por los valores de la Temperatura de Superficie del Mar (TSM o SST) de diversas partes del Pacífico. Algunos autores han propuesto índices basados en las radiaciones emitidas por los océanos (ORL), los vientos, la salinidad del agua de mar, etc.
Esta oscilación puede afectar numerosas regiones de la zona tropical: India, Australia, Indonesia, África del Este, del Sur, Noroeste del Brasil, Amazonía, Argentina, Norte de Chile, y por supuesto el Norte del Perú y el Sur de Ecuador. Eventualmente su influencia se hace sentir en zonas temperadas. 
En el Norte del Perú y el Sur de Ecuador, su influencia se manifiesta por un aumento de las temperaturas del aire y del océano, lo que provoca variaciones de los recursos biológicos (en particular de la pesca), del nivel del mar, modificación de los vientos y de las corrientes marinas y generalmente por un crecimiento considerable de las precipitaciones.

#### Las diversas categorías del Fenómeno El Niño
La fuerza y las consecuencias de los fenómenos «El Niño» son extremadamente variables. Se puede clasificarlos en tres grandes categorías.
Los «Niños» normales
Los Niños normales o canónicos son seudo-oscilaciones que sobrevienen en promedio cada 3 o 4 años. 
Los «Niños» muy fuertes
Eventualmente sobreviene un Niño mucho más fuerte que todos los otros que llamaremos Niño Muy Fuerte, para los cuales las anomalías de temperaturas del mar son 3 o 4 veces más fuertes que los Niños normales y lluvias catastróficas. Los dos últimos Niños Muy Fuertes son 1982-83 y 1997-98.
«Mega-niño»
Estudios geológicos, arqueológicos y paleoclimatológicos ponen en evidencia la aparición, cada 500 o 1000 años, lo que ha sido llamado Mega-niño: mucho más fuertes que los precedentes, que han destruido o desorganizado civilizaciones o transportado capas de sedimentos o bloques rocosos que pueden sobrepasar los 10 m (metros).

#### Extrema irregularidad de las precipitaciones
La irregularidad de las precipitaciones que dependen en parte de esas poderosas oscilaciones que encuentran su origen en el otro lado del Pacífico a más de 10 000 km (kilómetros) es muy grande en el Perú. Además las anomalías de precipitaciones parecen mayores cuando el clima es desértico. De este modo, una anomalía de precipitación de 100 mm (milímetros) corresponderá a 200 % de aumento en una región árida o desértica donde el promedio es de 50 mm, mientras que esta misma anomalía solo representará el 10 % del total de las precipitaciones de una región donde el total es de 1000 mm.
La mayor parte de esta información disponible sobre estos eventos está concentrada en los 30 o 40 últimos años, en el transcurso de los cuales solo se han observado dos Niños muy fuertes y felizmente ningún Mega-Niño. 
El Niño de 1982-83 sorprendió a la mayoría de los especialistas por la amplitud y la duración de las anomalías y por los daños que ocasionó. Siendo calificado como El Niño del siglo, algunos autores le atribuyeron un período de retorno de más de mil años. Y sin embargo, 15 años más tarde, sobrevino otro de una magnitud comparable y se sabe actualmente que ha habido Niños históricos o prehispánicos aún mayores.

### El riego en el desierto de la costa peruana
- Proyecto Especial Puyango Tumbes.
- Proyecto Especial Chira-Piura.
- Proyecto Especial Chavimochic. En la costa norte del Perú, se extiende en la parte baja de las cuencas de los ríos Santa, en el cual se ubica la bocatoma principal, Chao, Virú, Moche y Chicama.
- Proyecto Especial Jequetepeque Zaña.
- Proyecto Especial Chinecas.
- Proyecto Especial Tambo-Ccaracocha.
- Proyecto Especial Majes Siguas.